# 佐藤藤三郎
佐藤 藤三郎（さとう とうざぶろう、1935年（昭和10年）10月26日 - ）は、日本の農家、農業問題評論家、著作家、詩人。
無着成恭の『山びこ学校』の卒業生。上山市の青年学級主事、教育委員、農業協同組合理事などを務める。

## 来歴
山形県南村山郡山元村（現上山市）出身。山元村立山元中学校在学時に無着成恭の教えをうけ、1951年、文集『山びこ学校』に生活記録がのる。
山形県立上山農業高等学校定時制在学中に農民詩を発表。1955年、同校を卒業してからは家業の農業のかたわら、著作活動を続けている。
木村迪夫に影響を与え、詩の道へ進ませるきっかけを作った。

## 著書
- 『25歳になりました』（百合出版、1960年）
- 『村に残ったぼくらの抱負』（共著、明治図書、1965年）
- 『実感的農業論』（家の光協会、1970年）
- 『根に挑む：佐藤藤三郎と金一治の日記』（金一治共著、たいまつ社、1970年）
- 『底流からの証言：日本を考える』（筑摩書房、1970年）
- 『村からの視角：狸森から物情騒然の都会を望む』（ダイヤモンド社、1973年）
- 『中国を歩き日本を考える』（筑摩書房、1974年）
- 『下からの創造論：新しい生きがいの探求』（小林茂・森本哲郎共著、昌平社、1974年）
- 『農家のくらし：北国にいきる人びと』（ポプラ社、1977年）
- 『どろんこの青春：農村・狸森から若者へ』（ポプラ社、1979年、ISBN 4591013960）
- 『まぼろしの村』（全5巻、晩声社、1981年）
- 『私が農業をやめない理由』（ダイヤモンド社、1993年、ISBN 4478940959）
- 『村に、居る：新しい文化を創る』（ダイヤモンド社、1996年、ISBN 4478941262）
- 『三〇人の「大」百姓宣言：農の時代をつくる主役たち』（星寛治・山下惣一共著、ダイヤモンド社、1997年、ISBN 4478941343）
- 『愉快な百姓：藤三郎の農業日記』（晩聲社、1997年9月、ISBN 4891882743）
- 『山びこの村：だから私は農をやめない』（ダイヤモンド社、2000年、ISBN 4478941858）
- 『山びこ学校ものがたり：あの頃、こんな教育があった』（清流出版、2004年3月、ISBN 4-86029-068-2）
- 『ずぶんのあだまで考えろ：私が「山びこ学校」で学んだこと』（本の泉社、2012年12月、ISBN 4780706734）